# Arne Lind
Arne Lind, född 20 augusti 1924 i Göteborg, död 16 april 2012 i Göteborg, var en svensk professor i bakteriologi.
Arne Lind föddes som son till praktiserande läkaren Gunnar Lind (1885–1964) och dennes hustru, praktiserande läkaren Signe, född Norström. Han tog studentexamen från Göteborgs realläroverk år 1943,  blev medicine licentiat vid Uppsala universitet 1951, medicine doktor och docent i bakteriologi i Göteborg 1961, hade olika läkarförordnanden 1952–1961, var professor och föreståndare för BCG-laboratorium vid SBL i Göteborg 1965–1967, blev biträdande professor i allmän bakteriologi vid Göteborgs universitet 1967 och professor 1979–1989.
Arne Lind var från 1946 gift med Gull Palm, född 1922.